# Metopius quambus
Metopius quambus är en stekelart som beskrevs av Ian D. Gauld och Sithole 2002. Metopius quambus ingår i släktet Metopius och familjen brokparasitsteklar. Inga underarter finns listade i Catalogue of Life.